# 北野吉登
北野 吉登（きたの よしと、1895年3月17日 - 1981年4月22日）は、日本の実業家。北野建設創業者。

## 経歴
長野県上高井郡保科村（現長野市）生まれ。保科高等小学校卒業。父の民蔵が明治35年（1902年）に創業した製糸業の「北野商店」を手伝うが、生糸相場暴落を機に、木材や土木建築の請負を開始し、事業の基礎を固める。早くから事業の一体性を考慮し、山林の経営にも着手した。昭和5年（1930年）上高井郡木材業組合長、続いて長野県木材業組合長を務める。同21年（1946年）北野建築工業を設立し、同23年（1948年）現行の北野建設に改称する。昭和38年（1965年）社長を北野次登に譲り、会長となる。長野県建設業協会副会長を務め、アメリカやヨーロッパ各地の建設業を視察し、事業を全国的に躍進させ、海外にも進出した。
メセナにも力を入れ、北野美術館や北野文芸座を創設、また私財を投じて若穂の清水寺の焼失した観音堂を再建させ、石燈籠も寄進した。国際ロータリークラブ長野会長も務めた。

## 栄典
- 1944年 - 紺綬褒章
- 1961年 - 黄綬褒章
- 1969年 - 勲六等単光旭日章
- 1974年 - 長野県文化功労賞